# Болотница (Черниговская область)
Боло́тница (укр. Болотниця) — село в Прилукском районе Черниговской области Украины на реке Лысогор. Население — 586 человек. Занимает площадь 2,936 км².
Код КОАТУУ: 7425381001. Почтовый индекс: 17240. Телефонный код: +380 4634.

## Власть
Орган местного самоуправления — Талалаевская поселковая община. Почтовый адрес: 17200, Черниговская обл., Прилукский р-н, п. Талалаевка, ул. Вокзальная, 3.

## История
В ХІХ столетии село Блотница (Болотница) было волостным центром Блотницкой волости Прилукского уезда Полтавской губернии. В селе была Троицкая церковь. Священнослужители Троицкой церкви:
- 1786—1788 — священник Никита Андреевич Костюкевич